# Petra Peters
Petra Peters (31 de marzo de 1925 – 31 de julio de 2004) fue una actriz de nacionalidad alemana.

## Biografía
Nacida en Remscheid, Alemania, su verdadero nombre era Ursula Helene Aline Peters. Tras cursar estudios en el Conservatorio de Hannover, debutó como actriz teatral en el Landestheater de dicha ciudad, cumpliendo después con diferentes compromisos en Mülhausen y en el teatro Komödie Berlin.
Después pasó al cine, siendo protagonista de la película Das Mädchen Christine. La producción de Deutsche Film AG, dirigida por Arthur Maria Rabenalt, le dio fama y la posibilidad de hacer papeles protagonistas en cintas como Kahn der fröhlichen Leute, Anonyme Briefe y Mädchen hinter Gittern. 
En los años siguientes trabajó para respetados directores, como fue el caso de Ferdinand Dörfler (Mönche, Mädchen und Panduren) y Gerhard Lamprecht (Der Engel mit dem Flammenschwert), aunque no pudo continuar con su anterior éxito.
En los años 1950 se casó con el actor Albert Lieven, con el cual fue a vivir al hogar adoptivo de él, en Inglaterra, a donde había emigrado para huir del Nazismo. Hizo un pequeño papel en la serie británica Studio Four, y se centró en el trabajo como autora teatral.
Sin embargo, tras fallecer Lieven en 1971, volvió ocasionalmente a actuar para el cine y para la televisión, participando por ejemplo en las cintas de horror Magdalena, vom Teufel besessen y To the Devil a Daughter, en el drama Banovic Strahinja, en el film de explotación Natascha, Todesgrüße aus Moskau, y en dos episodios de la serie Derrick.
Petra Peters falleció en Múnich, Alemania, en el año 2004.

## Filmografía (selección)
- 1949 : Das Mädchen Christine
- 1949 : Anonyme Briefe
- 1949 : Mädchen hinter Gittern
- 1949 : Man spielt nicht mit der Liebe
- 1950 : Der Kahn der fröhlichen Leute
- 1951 : Amore e sangue
- 1951 : Schatten über Neapel
- 1952 : Gift im Zoo
- 1952 : Mönche, Mädchen und Panduren
- 1954 : Der Engel mit dem Flammenschwert
- 1954 : Heimweh nach Deutschland
- 1955 : Die Toteninsel
- 1956 : Der Jäger vom Roteck
- 1962 : Studio Four (serie TV), episodio Doctor Korczak and the Children
- 1970 : Cher Antoine oder Die verfehlte Liebe (telefilm)
- 1971 : Einfach sterben (telefilm)
- 1974 : Magdalena – vom Teufel besessen
- 1974 : Natascha, Todesgrüße aus Moskau
- 1975 : Bitte keine Polizei (serie TV), episodio Schöne Ferien
- 1976 : To the Devil a Daughter
- 1983 : Banovic Strahinja